# 蝎子似美花介
蝎子似美花介（学名：Paracytheridea scorpiona）为似美花介科似美花介屬下的一个种。